# Николай Аничков
Николай Николаевич Аничков (3 ноември 1885, Санкт Петербург - 7 декември 1964, Ленинград) е руски съветски патоморфолог.
Той е академик на Академията на науките на СССР (1939) и на Академията на медицинските науки на СССР (1944), почетен член на академиите на науките на Италия и Румъния, доктор на медицинските науки (1912), носител на Държавната награда на СССР (1942). Считан е за най-големия руски патолог. Създава теорията за атеросклерозата. Работи върху патогенозата на заразните болести.

## Биография
Николай Аничков е представител на старата аристократична фамилия Аничков. Николай е син на депутата и заместник-министър на образованието Николай Милиевич Аничков (1844-1916). Майка му е дъщеря на свещеника Йосиф Василиев, който е построил православната катедрала „Св. Александър Невски“ в Париж. Женен е за Наталия - дъщерята на кмета на гр. Акерман, с която имат син Милий, станал известен военен хирург. Внукът му Николай е професор по патологична анатомия. Първата му съпруга умира през 1942 г. Жени се втори път за Вера Бартенева - бивша аристократка от Кострома, инженер-химик. От този брак няма деца.
Николай Аничков завършва Императорската военномедицинска академия през 1909 г. Кара стаж зад граница през 1912-1913 г. Става професор и ръководител на отдел „Патология“ в Института по експериментална медицина, ръководен от него през 1920-64 г. Успоредно с това е ръководител на отдел „Патологична физиология“ във Военномедицинската академия (1920-46).
Интересува се от руска музика, литература и история, обича природата и животните. В свободното си време работи в градината на вилата си в Команово.
Умира през 1964 г. Погребан е в Санкт Петербург. На неговото име е наречена лаборатория по атеросклероза в Научноизследователския институт по експериментална медицина.